# パリアカカ
パリアカカ（パリカカ、パリア・カカとも。綴りはPariacaca, Paryaqaqa, Pariya Qaqa, Pariakakaなど）は、インカ神話のうちペルー中部高地のワロチリ地方に伝わる神話に登場する神（ワカあるいはアプ）である。
16世紀末から17世紀初頭にかけてフランシスコ・デ・アビラ神父がケチュア語のままで神話を記録したとされている。
彼は4人いるとされる創造神の1人でもある。創造神は戦いによって次々に入れ替わったが、パリアカカも水の力をもって先代のワリャリョ・カルウィンチョの火の力を破っている。しかし彼の次の代であるコニラヤとの戦いは語られないまま、コニラヤの代となった。

## 神話
ワロチリとチョルリリョの間に、コンドルコト（またはクントゥル・クトゥル）という山があった。
大洪水が去り、王も政府もない時代「プルンパチャ」が始まったある日、コンドルコト山の頂上に5つの大きな卵が出現した。
その1つに神のパリアカカが入っていた。
彼にはワティアクリ（ワチアクリとも）というインディオの息子がいたが、卵の中から息子に助言をするなどして、息子が望んだ女性を妻として得るのを助けた。
やがて卵から、5羽の鷹（または隼）が生まれ出た。
4羽は立派な姿の男性となったが、最後の1羽は汚い衣をまとった男性となった。
それがパリアカカであった。
パリアカカと兄弟達は、金持ちで傲慢なインディオをその家族もろとも、洪水を起こして滅ぼしたという。
インディオの住居は、パチャカマク川も流れる、チョリリョ教区近くの高山ビコチャとサン・ダミアン教区にある高山リャンタパの間にあったという。
パリアカカは自分の力を試すべく、ワリャリョ・カルウィンチョを探しに、兄弟から離れて旅立った。
別の物語では、雪の高山パリアカカに現れたパリアカカが、ワリャリョ・カルウィンチョへ人間の生贄を捧げるインディオに対し、自分は人間ではなくリャマと子リャマの血で満足するから人間をワリャリョへ捧げないよう命じている。インディオがワリャリョの報復を恐れていると知ったパリアカカは、ワリャリョ・カルウィンチョと対決することとした。
彼の冒険は20レグワ（1レグワは約5.6km）の範囲であった。
ワガイウサという村にパリアカカがさしかかると、ちょうど祭のさなかであった。
村人は祭にふさわしくないパリアカカの身なりを非難したが、彼は怒りをこらえて黙っていた。1人の少女だけがパリアカカにチチャというトウモロコシの酒を勧めた。パリアカカは喜び、少女に、5日後に洪水が起こって村が滅びるから逃げるように勧め、他の村人へは話さないよう口止めした。
（物語によっては、少女はその家族にだけ事実を打ち明けることを許されている。）
5日後、パリアカカはワガイウサに近いマトロコト山に登ると、天に命じて嵐を起こさせた。
村は豪雨と暴風、そして洪水に襲われ、村人は山へ避難しようとしたが力尽きて全員が溺死した。あの少女だけが山に逃れていた。
パリアカカはそのまま村を立ち去った。
次にパリアカカが通りかかったのは、後にサン・ロレンソと呼ばれる、コパラのアイリュであった。
ちょうどチョゲ・スソという女性が泣いていたので、理由を聞いたところ、旱魃のために畑のトウモロコシが枯れていることを嘆いていたのだった。彼女の美しさを気に入ったパリアカカは、妻になるなら助力すると言ったところ、彼女は自分の畑だけでなく村中の畑の救済も条件とした。その優しさにパリアカカはさらに心惹かれた。
村では近くのシエナカカ山の泉から水を引いていたが、コカチャリャの谷からならここまで十分な水量が引けるようだった。
パリアカカは神の力で熊やピューマなどの動物、鳥、蛇やトカゲなどを呼び集めると、狐に指揮をさせて畑の間に堰を掘らせ、水道を作り始めた。
現在サン・ロレンソ教会のある場所の近くまで用水溝ができたとき、シャコ（鷓鴣）が飛んできて、その鳴き声に気を取られた狐が水を丘の下に流してしまった。
他の動物たちが怒ったため、狐に代わって蛇が作業を指揮したが、そのせいで水路はあまりうまく完成させられなかった。
しかしできあがった水門から川の水を引き入れて畑に供給すると、トウモロコシがみるみる元気になっていった。
村人は皆、この成果に感心した。
パリアカカとチョゲ・スソは結婚し、彼女の希望でココチャリョ（ココチャジョとも）の水道の源であるヤナカカの岩で暮らし始めた。村人はパリアカカを有り難がり、親切にしてくれた。チョゲ・スソが「死後もここにいたい」と願うのを聞いたパリアカカは、彼女を石に変え、岩に置いた。

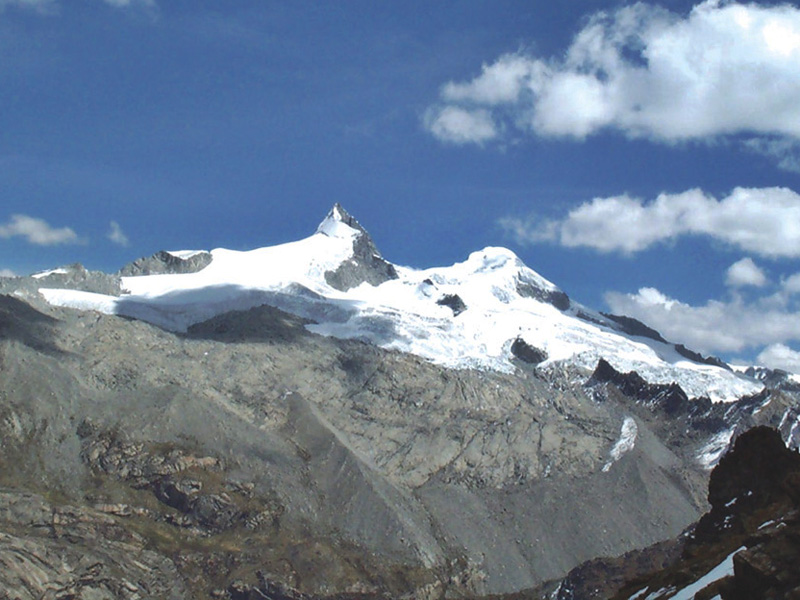
ネバド・パリアカカ

そしてパリアカカはワリャリョ・カルウィンチョのいる山へ向かった。
水や嵐などを武器とするパリアカカと炎を武器とするワリャリョ・カルウィンチョの激しい戦いはパリアカカの勝利に終わった。
一説によると、パリアカカは雪山パリアカカとなり、ワリャリョ・カルウィンチョを火山に変えたという。
（詳細はワリャリョ・カルウィンチョの項目を参照。）
また、以後それまでワリャリョ・カルウィンチョに子供を生贄に出していたインディオたちは、以後、パリアカカを崇めるようになり、雪山パリアカカ（ヤロとも呼ばれる）の頂に登って、山となった彼に犠牲を捧げたという。

## 神話の背景

### 牧畜民の侵入
ワリャリョ・カルウィンチョは、ワロチリ地方で暮らしていた農民が崇拝していた最高神であった。
やがて、パリアカカを信仰する牧畜民がワロチリ地方に侵入してきて、ワリャリョを信仰する先住の農民たちを侵略して自分たちに同化させた。
ワロチリに住むようになった牧畜民はヤウヨ（ある民族を大雑把に分ける名）と呼ばれ、低地に住む農民と対立してワロチリに移動した。
しかし牧畜民が来る以前からずっとそこに住んでいた農民たちも、牧畜民と先祖を同じくするヤウヨの者であったと考えられている。
先住ヤウヨ民族の神を、後から移住してきたヤウヨ民族の主神が追放したのである。
隼または鷹として生まれ人間になった5人とは、ヤウヨの牧畜民の中心となる宗教集団の先祖を表していると考える研究者もいる。

### 灌漑の起源と儀礼
インカ帝国の人々はトウモロコシやジャガイモを生産していた。アンデス地方は冬は乾燥し、夏は多雨とはいえ降雨量の少ない時期や場所があるという気候であること、海岸地域は砂漠であり高地も水持ちの悪い土壌であったことから、灌漑設備は必要不可欠であった。インカ帝国の時代より前に灌漑設備は充実しており、帝国は水役人をおいてこれを管理させていた。
また、人々は土地を個人所有せず「アイリュ（アイユウ）」という家族集団で共有していた。チョゲ・スソが自分の畑だけでなく村中の畑の救済をパリアカカに求めたのはこのためであった。
農業用水の管理組織の起源を伝えるこの神話は、元々は一地方の伝説であったものが、灌漑の組織が自分たちの経済生活を支える上で重要なものだと認めたペルーの人々によって国中に伝えられたと考えられている。
さらに、農作業を始める前の時期に灌漑水路を清掃することは、農耕儀礼の重要な要素でもあった。アイリュの人々は豊作を祈って偶像に供物を捧げて祈ってから水路の掃除と耕作に取りかかった。また水路の水源となる泉や水路の入口もワカと呼ばれて神聖視され、神の守護と水の確保を祈る儀礼が行われた。チョゲ・スソ（チュキ・スソ）は古くから知られたワカであり、チョコ・カリャと呼ばれる石となって水路の入口に置かれ、水路を守ったとされている。そして水路清掃の際には彼女に供物が献上されるなどして崇拝を受けた。彼女の祭儀が終わった後、住民は夜通し祭りに興じたといわれている。

## アビラによる偶像破壊
フランシスコ・デ・アビラ神父がワロチリ地方のサン・ダミアン教区において偶像崇拝の撲滅のため活動したのは、1596年から1608年にかけてであった。1608年8月、アビラはワロチリの人々がキリスト教の祭りにかこつけてパリアカカのための大祭を開こうとしていることを知った。祭りの行われる8月15日に、アビラは住民達に、悪魔崇拝をやめて悔い改めるよう説教した。するとパリアカカは、伺いを立ててきた住民に、アビラの追放もしくは殺害を命じ、かなわなければ疫病と飢饉と霜の害が襲ってくるとした。住民はリマ大司教にアビラの悪行を訴えた。しかし調査のための巡察使が来た時には、訴え出た首長が危篤状態となっており、彼がアビラに関する訴えがでっちあげだったと白状したことから、アビラと巡察使らによる偶像崇拝の調査が始まった。住民達は多くの偶像をアビラに提出し、アビラはこれらを破壊したり焼いたりしたという。